# Belchior Carneiro Leitão
Belchior Miguel Carneiro Leitão (znany również jako Melchior Carneiro lub  Carneiro, ur. w 1519 w Coimbrze, zm. 19 sierpnia 1583 w Makau) – portugalski biskup katolicki, jezuita, pierwszy biskup Makau, administrator apostolski Chin i Japonii, tytularny patriarcha Etiopii.
Pochodził z rodziny szlacheckiej. 14 marca 1543 złożył profesję zakonną w Towarzystwie Jezusowym. W 1551 został pierwszym rektorem kolegium jezuickiego w Évora, ale wkrótce został przeniesiony na stanowisko rektora kolegium w Lizbonie. W 1553 roku Simon Rodriguez, pierwszy prowincjał jezuitów w Portugalii, został wezwany do Rzymu, aby odpowiedzieć na zarzuty dotyczące sposobu administrowania prowincją. Wówczas wizytator prowincji, Nadal, nakazał Carneiro towarzyszyć Rodriguezowi w podróży. W ten sposób Carneiro znalazł się w otoczeniu papieża Juliusza III.
W tym czasie król portugalski Jan III Pobożny, który był opiekunem jezuitów, czynił starania u papieża i Ignacego Loyoli, by tytuł patriarchy Etiopii przekazać w ręce nowego zakonu. Papież spełnił te oczekiwania i 1 kwietnia 1555 mianował biskupem João Nunes Barreto, dla którego wyznaczył dwóch biskupów koadiutorów: Andre de Oviedo (jako biskupa tytularnego Hieropolis) oraz Carneiro (jako biskupa tytularnego Nicei). Pierwszych dwóch jeszcze w tym samym roku otrzymało sakrę, stając się jednocześnie pierwszymi jezuitami, którzy zostali biskupami. Carneiro wstrzymał się z przyjęciem święceń.
Pomimo tego, że był drugim koadiutorem patriarchy Etiopii, nie rozpoczął pracy w miejscu swojej misji. Został skierowany do Indii i w 1556 roku znalazł się w Goa, które ówcześnie było centrum administracji portugalskiej na całą Azję. Rok później przez Malabar dotarł do Makau. W tym samym roku mianowany został pierwszym biskupem Makau, jego jurysdykcja obejmowała Chiny i Japonię. 15 grudnia 1560 na polecenie papieża przyjął święcenia biskupie.
Swój urząd sprawował praktycznie do 1569, kiedy władzę w diecezji przejął Leonardo Fernandes de Sá. W 1577 zrzekł się formalnie urzędu, przejmując jednocześnie należący się mu sukcesyjny tytuł patriarchy Etiopii. Nie opuścił jednak Makau i zamieszkał w domu zakonnym jezuitów. W 1581 zrezygnował również z tytułu patriarchy Etiopii i przeszedł na emeryturę. Władzę formalnie przejął wówczas de Sá. Dwa lata później Carneiro zmarł.
Jako biskup Carneiro przyczynił się do powstania w Makau pierwszego szpitala dla ubogich (Szpital św. Rafała) oraz pierwszej europejskiej instytucji charytatywnej w tym porcie (Santa Casa da Misericórdia), a także szpitala dla trędowatych przy kościele św. Łazarza.
Po Carneiro zachowały się cztery listy, które stanowią interesujące źródło historyczne. Jeden z listów napisany został w Mozambiku, drugi w Goa, a pozostałe w Makau.